# Der Fluß mit der reißenden Strömung
Der Fluß mit der reißenden Strömung (russisch Река с быстрым течением / Reka s bystrym tetschenijem) ist eine Erzählung des russischen Schriftstellers Wladimir Makanin aus dem Jahr 1979. Die Übertragung ins Deutsche von Harry Burck brachte Volk und Welt 1987 heraus.

## Inhalt
Der Moskauer Büroangestellte Serjosha Ignatjew sucht die 35-jährige ledige Marina auf und klagt ihr sein Leid: Vermutlich geht seine Ehefrau – das ist Marinas alte Freundin Sima – fremd. Marina, die einst von dem Marineschüler Kolja sitzengelassen wurde, macht ihrem Ärger Luft. Hätte sie nur damals vor fünfzehn Jahren Ignatjew nicht hergegeben, sondern festgehalten! Ignatjew, der bei der alten Freundin Verständnis erhofft hatte, kann das Gezeter bald nicht mehr erhören und ergreift die Flucht.
Ignatjew und Simas behandelnde Ärztin verheimlichen Simas Erkrankung: Krebs im letzten Stadium. Die Ärztin prognostiziert, die Kranke wird spätestens in vier Wochen sterben. Marina observiert die Freundin und teilt Ignatjew mit, Sima schläft anscheinend mit Krassikow. Ein gewisser Nowoshilow, das ist ein Junggeselle, bemüht sich auch noch sehr um die auf einmal überaus lebenslustige Sima. Ignatjew will sich scheiden lassen. Er leitet die erforderliche Prozedur still und leise in die Wege. Für Simas Klagen, ihren aktuellen Gesundheitszustand betreffend, bringt der Ehemann kein Verständnis auf. Ignatjew prügelt die lediglich mit dem Nachthemd bekleidete Sima zur Wohnungstür in den russischen Winter hinaus, holt sie allerdings gleich wieder in die Wärme. Der Hausherr trinkt, bleibt dem Büro acht Arbeitstage unentschuldigt fern und wird wahrscheinlich um eine schriftliche Rüge nicht herumkommen.
Sima bittet Ignatjew winselnd um Verzeihung. Sie habe nach der Arbeit in den Gaststätten lediglich mit den Kollegen gescherzt und Kaffee getrunken. Sie wollte nur leben. Von ihrem bisherigen Leben habe sie weiter nichts gehabt. Sima ermuntert Ignatjew: Alles wird wieder gut werden. Knurrend begibt sich der Familienvater – das Paar hat einen kleinen Sohn, den „schmusebedürftigen“ Schuljungen Vitka – am nächsten Morgen ins Büro.
Das vom Leser erhoffte rosarot-rührselige Ende der Geschichte will partout nicht kommen. Im Gegensatz zu Ignatjews heimlich betriebener Scheidung sagt Sima dem Eheherrn ins Gesicht, mit einem Trinker wolle sie nicht länger verheiratet sein. Zudem sei Ignatjew ein unzumutbares Vorbild für den Jungen: „Trunksucht zu Hause kann Kinder traumatisieren,...“
Die kräftige Marina betritt die Wohnung der Ignatjews und hilft der inzwischen spindeldürren Freundin Sima im Haushalt. Sima teilt ihrem Manne mit, sie habe den Scheidungstermin bekommen. In vier Wochen wird es sein.
Beide Frauen lachen über den Trinker. Es sieht ganz so aus, als wolle Marina die Nachfolge Simas ohne Aufschub antreten.

## Form
Auf den titelgebenden reißenden Fluss als Symbol des Lebens, zu dem der Leben verschlingende Tod dazugehört, wird im Text an mehreren Stellen hingewiesen. Als Sima mitten in der Nacht angetrunken nach Hause kommt, trällert sie im Bad – passend zum einlaufenden Badewasser – „So reißend der Fluß, kahle Steine rundum...“ Am Ende der Erzählung findet Ignatjew vierzehn Fotos aus den gemeinsamen fünfzehn Ehejahren. Der „schnapsselige“ Trinker ordnet die vierzehn Abbilder Simas mühsam-tollpatschig in die rechte Zeitsequenz, die ihn zwar an „strömendes Wasser“ erinnert, auf dem „das Leben seiner Frau“ davontreibt, doch er behält Sima mit den Fotos ganz und für immer bei sich. Das stimmt ihn auf einmal versöhnlich.
Teilweise erscheint der Erzähler als allwissend. Zum Beispiel, als Ignatjew hofft, Sima käme doch noch gesundheitlich durch, folgt der Kommentar: „Es bestand aber keine Hoffnung mehr.“
Der Leser muss nachdenken, um die oben erwähnte Prügelszene zu „verstehen“. Diese erscheint bei aller Gedankenarbeit als psychologisch schwer erklärlich. Wenn das Wort „entschuldigend“ für Ignatjews rücksichtsloses Verhalten erlaubt ist, so betrifft das höchstens das entschuldigende Argument: Ignatjew weiß wirklich nicht, ob Sima die Ehe im Angesicht ihres unmittelbar bevorstehenden Todes gebrochen hat.

## Sprechtheater
Am 25. Januar 2006 hatte Wladimir Makanins gleichnamiges Schauspiel unter der Regie von Marina Brusnikina im Tschechow-Kunsttheater Moskau mit Waleri Troschin als Ignatjew, Julija Tschebakowa (russ. Юлия Чебакова) als Sima und Darja Jurskaja sowie Alena Chowanskaja (russ. Алена Хованская) als Marina Premiere.

## Deutschsprachige Ausgaben
- Der Fluß mit der reißenden Strömung, S. 91–134 in Wladimir Makanin: Der Ausreißer. Aus dem Russischen von Harry Burck und Ingeborg Kolinko (enthält noch Der Ausreißer. Klutscharjow und Alimuschkin. Der Antileader). Reihe Spektrum Bd. 221. Einband: Lothar Reher. Volk und Welt, Berlin 1987, 190 Seiten, ISBN 3-353-00125-5 (verwendete Ausgabe)